# Cazzago San Martino
Cazzago San Martino – miejscowość i gmina we Włoszech, w regionie Lombardia, w prowincji Brescia.
Według danych na rok 2004 gminę zamieszkiwało 9806 osób, 445,7 os./km².